# Basket Lumezzane
Il Basket Lumezzane è stata una società di pallacanestro della provincia di Brescia.

## Storia
La società viene fondata nel 1963, passa dalla Promozione alla serie D, alla serie C2 ed alla serie C1 in tre anni consecutivamente, milita due anni nel campionato di C1 raggiungendo una finale ed una semifinale play-off promozione. Nella stagione 2000/2001 vi è la prima partecipazione al campionato di serie B2, raggiungendo l'anno successivo la promozione in B d'Eccellenza.
Con questo nuovo salto di categoria Lumezzane è costretta a lasciare lo storico campo di Gioco di Via Ragazzi del '99, che non ha più una capienza sufficiente, e si trasferisce al San Filippo di Brescia, dove disputerà due campionati consecutivi in B1. Tra questi l'anno migliore è stato senza dubbio la stagione 2003/2004, quando la Sil Lumezzane, classificatasi al 4º posto, partecipa per la prima volta in assoluto ai play-off di Promozione in LegA2 arrivando fino al turno di semifinale contro Rieti.
Nella stagione 2004-05, alla sua terza partecipazione in B1, la squadra torna finalmente in Valgobbia e si stabilisce al nuovo Palafiera nella Zona Industriale di Lumezzane, attirando ogni Domenica centinaia di tifosi.
Sarà un campionato memorabile: la Sil Italpresse si mantiene ai vertici della classifica (tra il 1º e il 3º posto) fin dalle prime partite, aggiudicandosi talvolta delle vittorie al foto-finish che diventano un vero e proprio marchio di fabbrica e appassionano sempre di più il numeroso seguito di tifosi lumezzanesi e bresciani. Presenze da record si sono registrate al Palafiera nel derby contro Soresina (1.300 spettatori) e nello scontro al vertice con Casale Monferrato (1.400). La certezza matematica di qualificazione ai play -off arriva già all'8ª giornata di ritorno e a stagione terminata la Sil classificatasi 2ª, partecipa ancora una volta ai play - off per la promozione in LegA2, disputando però un solo turno contro Pistoia.
Nello stesso campionato, i ragazzi di Coach Dalmasson regalano ai tifosi e alla società un'altra grande soddisfazione: lo storico traguardo della qualificazione alla Finale di Coppa Italia, disputata il 24 marzo 2005 contro la Junior Casale Monferrato, ottenendo il 2º posto.
Al termine della stagione sportiva 2008-09, la società comunica che non si iscriverà alla stagione sportiva successiva della Serie A Dilettanti, e il 15 giugno 2009 raggiungerà l'accordo con l'Aquila Basket Trento, militante in serie B2, per la cessione dei diritti sulla Serie A Dilettanti.
A seguito di ciò l'allenatore Simone Morandi dopo tre anni sulla panchina lumezzanese si dimette dal suo incarico, e verrà ingaggiato da Treviglio per la guida della squadra a partire dalla stagione 2009-2010.
Il 9 luglio 2009 il presidente Luca Saleri verrà nominato vicepresidente del Brescia Calcio, dopo due anni in cui ha comunque partecipato al finanziamento della società di calcio cittadina.